# Minit Records
Minit Records war ein im Jahre 1960 in New Orleans gegründetes Independent-Label, das mit zu einer Veränderung des New Orleans-Sounds beigetragen hat.

## Gründung
Das kleine Minit Records-Label wurde im Dezember 1959 von Joe Banashak und Larry McKinley in New Orleans gegründet. Künstlerische Hauptverantwortung übernahm Allen Toussaint, der als Komponist, Pianobegleitung, Arrangeur und Produzent fungierte. Er avancierte zur kreativen Hauptperson des Labels. Die erste Single bei Minit besang der Bluessänger Matthew Jacobs, der zunächst als „Boogie Jake“ den Titel Bad Luck And Trouble / Early in The Morning (#601) im Dezember 1959 herausbrachte. Es war ein unwiderstehlicher Swamp-(„Sumpf“)-Blues mit einem beschwingten Pianorhythmus und einer „funky“ Gitarrenbegleitung. Gute Anfangsumsätze motivierten Chess Records, den Song in Lizenz zu nehmen. Die ersten drei der sechs Singles bei Minit gingen auf das Konto von „Boogie Jake“, gepresst auf dem berühmten orangefarbenen Label.

## Sound
Durch Allen Toussaints musikalischen Einfluss entwickelten die meisten Platten des Labels einen eigenständigen, synchronen und identifizierbaren Sound. Er war leichter, melodischer und etwas wehmütig. Oft neigte er zu starker Synkopierung, die einen frühen Ansatz der später entstandenen Funky Music erkennen lässt. Toussaints Leistung kann verglichen werden mit der von Dave Bartholomew bei Imperial Records. Toussaint spielt auf den meisten Platten von Minit auch Piano. Anders als bei Imperial Records wurden jedoch nicht überwiegend die Tonstudios von Cosimo Matassa genutzt, sondern andere Studios in New Orleans und Baton Rouge. Hier wurde Minits erste Platte von Boogie Jake aufgenommen.

## Erste Erfolge

Jessie Hill - Ooh Poo Pah Doo pt 2

Ernie K-Doe - Mother-In-Law

Erster Erfolg für Minit war Jessie Hills zweiteiliges Ooh Poo Pah Doo, Part 2 (#607), produziert von Allen Toussaint. Der Titel konnte bis zu Rang drei der R&B-Charts vordringen und verkaufte nach seiner Veröffentlichung im Mai 1960 insgesamt 800.000 Exemplare. Ernie K-Does erste Single Make You Love Me (#604) war noch ein Flop, doch bereits sein zweiter Titel Hello My Lover (#614) verkaufte über 100.000 Exemplare. Sein ganz großer Erfolg war das von Toussaint komponierte und produzierte Mother-in-Law / Wanted $10,000 Reward (#623), ein im April 1961 veröffentlichter humorvoller Song über die stereotypen Probleme mit Schwiegermüttern, die offenbar aus der Hölle gesandt werden. Allein der Titel bedeutete einen enormen Kaufanreiz. Der Song mit der – den Titel wiederholenden dumpfen Bass-Stimme von Benny Spellman – brachte für Minit nicht nur die erste Nummer eins in den Rhythm-&-Blues-Charts, sondern war ein wertvoller Crossover-Erfolg, der auch in der Pop-Hitparade bis zur Topposition vordrang. Der in Cosimo Matassas berühmten Tonstudio aufgenommene Titel mit der sehr nasalen Aussprache K-Does wurde zum einzigen Millionenseller des kleinen Labels. Toussaint hatte den Song während einer Aufnahmesession mit den Harmonizing Four komponiert, aber zunächst verworfen, bis sich K-Doe an eigene aktuelle Probleme mit seiner Schwiegermutter erinnerte und den Song aufgriff.
Der Toussaint-Sound wurde auch bei Aaron Neville, Irma Thomas und Benny Spellman genutzt, weiteren talentierten Künstlern des Labels. Neville hatte im September 1960 einen mittleren Hit mit Over You, Irma Thomas spielte für Minit sechs unbedeutende Singles ein, bevor sie mit dem Verkauf an Imperial Records Ende 1963 auf den Käufer mit übertragen wurde. Ihre frühen Spuren auf dem Minit-Label hinterließen kurzzeitig auch die O’Jays mit Working On Your Case / Hold On (#32015) im Februar 1967.

## Kooperation und Verkauf
Minit sah sich denselben Problemen ausgesetzt, die die meisten kleinen unabhängigen Plattenlabels durchmachten. Es fehlte sowohl an einer aufwändigen und systematischen Künstlerakquisition, einer eigenen Plattenproduktion, an eigenen Tonstudios als auch an einem national organisierten Vertriebsnetz. Dadurch verblieben viele potenzielle Hits auf regionalem Status. Deshalb wurde im März 1961 ein Vertriebsvertrag mit Imperial Records geschlossen, und bereits kurz danach erreichte Mother-In-Law von Ernie K-Doe einen ersten Platz auch in der Pop-Hitparade.
Toussaints Einberufung zur Armee hinterließ im Januar 1963 bei Minit Records eine kreative Lücke, die durch seinen Ersatz Eddie Bo nicht geschlossen werden konnte. Das Plattenlabel verlor seine Marktstellung fast völlig und wurde von seinem bisherigen Vertriebspartner Imperial Records erworben, der seinerseits 1964 von Liberty Records übernommen worden war. Der Minit-Katalog ist heute Teil der EMI Group. Eine der letzten Platten mit dem Minit-Logo war innerhalb des regulären Katalogs (#666) die 1963 von Irma Thomas erschienene Single Ruler Of My Heart / Hittin' On Nothing. Bis 1970 erschien noch das Minit-Logo, obwohl es durch Zuordnung zum EMI-Konzern seine Eigenständigkeit als unabhängiges Label längst verloren hatte.